# Lin Li (Volleyballspielerin)
Lin Li (chinesisch 林莉, Pinyin lín lì; * 5. Juli 1992 in Fuzhou, Provinz Fujian) ist eine chinesische Volleyballspielerin.
Lin wurde mit der chinesischen Nationalmannschaft 2015 Asienmeisterin und siegte beim World Cup in Japan. Ein Jahr später gewann die Libera bei den Olympischen Spielen 2016 in Rio de Janeiro die Goldmedaille. 2018 gewann Lin mit der Nationalmannschaft bei der Nations League und bei der Weltmeisterschaft in Japan jeweils Bronze und siegte bei den Asienspielen in Jakarta. 2019 gewann sie erneut Bronze bei der Nations League sowie den World Cup in Japan.
Lin spielte bis 2019 bei Fujian Xi Meng Bao und seit 2019 bei Guangdong Evergrande in der höchsten chinesischen Liga.
Lin wurde in ihrer Karriere vielfach als „Beste Libera“ ausgezeichnet.